# Smaił Temindarow
Smaił Sulejmanowicz Temindarow (ros. Смаил Сулейманович Теминдаров) (ur. 30 października 1962 w Bardankule w obwodzie taszkenckim) — ukraiński lekarz i polityk tatarskiego pochodzenia, deputowany do Rady Najwyższej Krymu. 
W latach osiemdziesiątych pracował jako sanitariusz w oddziale infekcyjnym kliniki Instytutu Medycznego w Tomsku, starszy preparator Katedry Anatomii Prawidłowej Instytutu oraz pielęgniarz w oddziale neurochirurgicznym pogotowia ratunkowego. W 1990 ukończył studia w Instytucie. Naukę kontynuował w Katedrze Chorób Chirurgicznych oraz Chirurgii Szpitalnej uczelni (1990—1993). Na wiosnę 1993 powrócił na Krym, gdzie pracował jako chirurg i urolog w szpitalu miejskim w Teodozji (do 2000). Od 2000 jest dyrektorem oddziału urologicznego Szpitala. 
W 2002 uzyskał stopień magistra administracji państwowej w Ukraińskiej Akademii Administracji Państwowej przy Prezydencie Ukrainy. Cztery lata później uzyskał mandat posła do Rady Najwyższej Krymu z listy Ludowego Ruchu Ukrainy. Zasiada we frakcji "Kurułtaj-Ruch"